# Vympel R-37
Le R-37, nom de code OTAN : AA-X-13 / AA-13 « Arrow », est un missile air-air russe à longue portée fabriqué par la firme Vympel, destiné à éliminer ou dissuader les avions de surveillance et les ravitailleurs.

## Désignation
Le Vympel R-37 est désigné par le code OTAN AA-X-13 / AA-13 « Arrow ». L’OTAN l’a surnommé un temps « Andi ».
En Russie, le missile est également appelé K-37, Izdeliye-610 et RVV-BD (Raketa Vozdoukh Vozdoukh - Bolchoï  Dalnosti : missile air-air - longue portée).

## Développement
Le R-37 est conçu dans les années 1980 en Union soviétique, afin d’équiper le chasseur Mikoyan-Gourevitch MiG-31 d’un missile à très longue portée lui permettant d’attaquer les grosses cibles stratégiques que sont les systèmes de détection et de commandement aéroportés comme le Boeing E-3 Sentry, le Northrop Grumman E-8 Joint STARS, le Boeing RC-135 ou le Lockheed EC-130.
Les tests du R-37 commencent en 1989 et continuent pendant les années 1990. En 1994, un missile d'essai parvint à toucher une cible qui était distante de 162 milles nautiques (300 km), ce qui constitue alors un record pour un missile BVR,.
Le développement du missile est arrêté en 1998, à la suite de la crise financière russe et à la fin de la guerre froide.
Le programme est réactivé par les autorités russes en 2006, dans le cadre d’un programme de mise à niveau du MiG-31, le MiG-31BM, qui se verra équipé d'un nouveau radar à balayage électronique et d'une capacité d'attaque air-sol,,, mais également avec l’objectif d’équiper les Soukhoï Su-35S et Su-57, dans le cadre d’une stratégie visant à supprimer l’élément essentiel de la puissance aérienne de l’OTAN que constituent ses avions de surveillance, de guerre électronique et ravitailleurs. Les premiers tests de cette nouvelle version, dénommée R-37M ou RVV-BD et dont la portée est accrue à 400 km, ont lieu début 2020, pour une mise en service prévue peu après,.
En mai 2024 les Russes démontrent que le Su-30 SM2 a la capacité de tirer les nouvelles versions du R-37 RVV-BD.

## Caractéristiques

### Caractéristiques techniques
Le Vympel R-37 a été développé à partir du Vympel R-33, qui était destiné à l'emploi sur les premières versions du MiG-31, et était prévu d'être équipé d'une variante du radar actif Agat 9B-1388, pour assurer son guidage. L'Agat 9B-1388 RS, capable de détecter une cible de 5 m2 à 21 nautiques (environ 40 km), semblerait cependant avoir été remplacé par une version améliorée du modèle ARGS-PD, sur les exemplaires fabriqués en 2008.
Le fuselage du missile est équipé de petits stabilisateurs en son centre, lui procurant une bonne portance et une grande stabilité en vol, tandis-que ses gouvernes repliables lui procurent la capacité à être emporté de manière semi-conforme par des chasseurs n'ayant pas la taille du MiG-31. 
D'après le laboratoire d'idées indépendant australien Air Power Australia, la capacité de distance d'engagement du missile dépendrait fortement de son profil de vol, variant de 80 nautiques (150 km) pour un tir direct, à 215 nautiques (398 km) dans une configuration de vol de croisière,.
Le MiG-31M peut emporter jusqu’à six R-37 sous son fuselage.

### Profil d’emploi

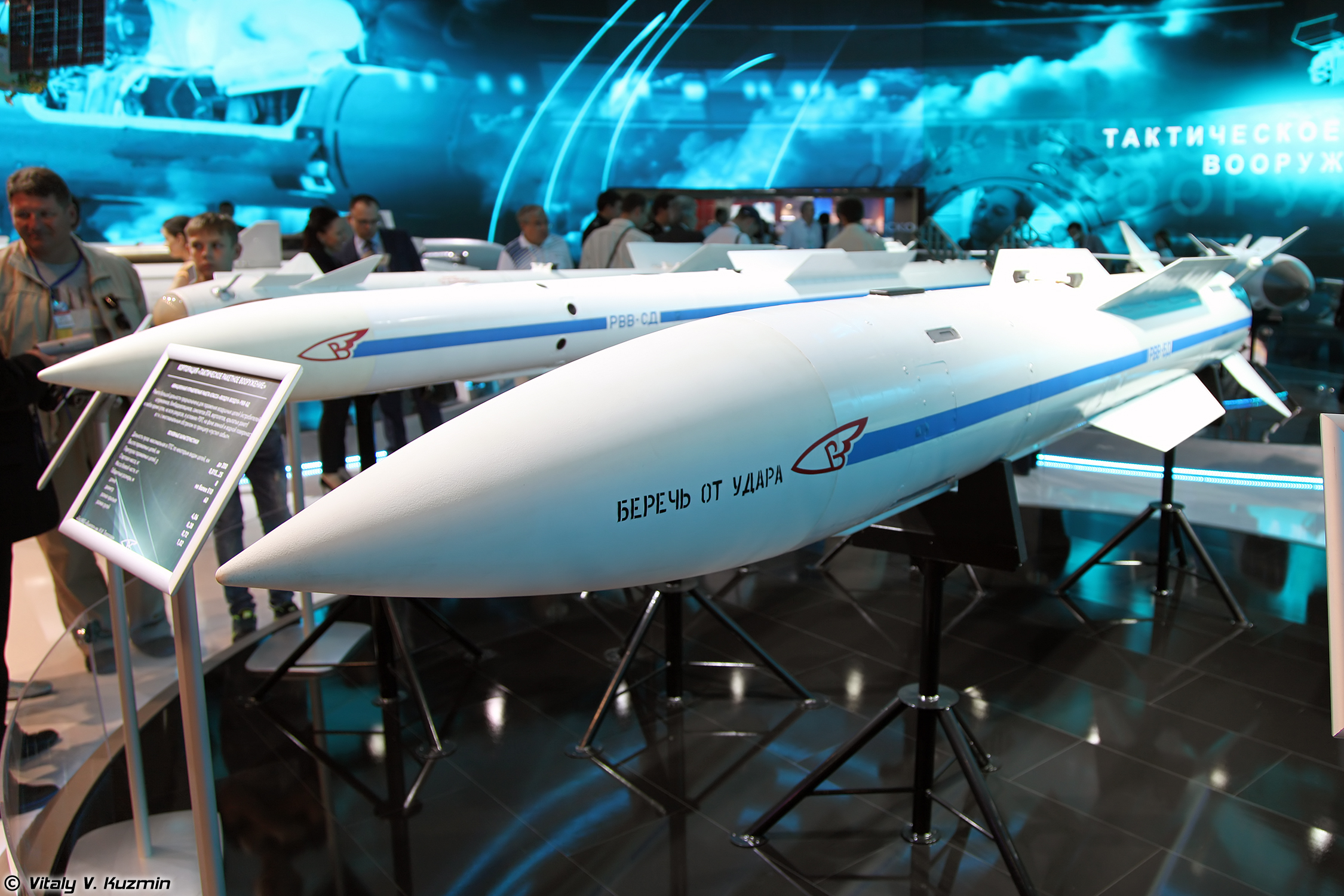
Présentation du R-37M au salon international aérospatial de Moscou de 2015.

L’Arrow a été conçu pour pouvoir détruire les cibles d’importance stratégique que sont les AWACS, ravitailleurs ou transports, en permettant à l'avion tireur de rester à l'abri des habituels avions de patrouille et défense qui escortent généralement ce type de cibles,. Au-delà de leur destruction, l’objectif principal du R-37 est surtout de contraindre ces avions à évoluer loin de la zone des combats, de manière à forcer chasseurs et bombardiers à effectuer de longs trajets entre leur zone d’opération et leur avion ravitailleur, réduisant d’autant leur temps disponible pour les opérations de combat.
Le R-37 est lancé après que le radar de bord de l’avion lanceur lui ait indiqué la position et le cap de sa cible. Il se dirige ensuite vers la position estimée de celle-ci grâce à sa centrale à inertie intégrée, et reçoit régulièrement des mises à jour concernant la position de la cible. Le radar de bord du missile n’est activé que sur la fin du parcours,.
Contrairement à d’autres missiles APV plus récents, comme le Meteor de MBDA, même dans sa version récente, le R-37 est un missile lourd, très peu manœuvrant lorsqu’il approche de sa cible, et dont la vitesse décroît durant la phase finale du vol. De plus, sa très longue portée a pour corollaire un temps de vol relativement long (3 minutes pour une cible située à 350 km), ce qui laisse autant de temps à son adversaire pour détecter et engager l’appareil lanceur. De plus, les techniques modernes de furtivité, de leurrage et de brouillage radar diminuent la distance à laquelle la cible peut être efficacement détectée, ce qui diminue l’intérêt de la très longue portée de ce missile. Néanmoins, cela n’obère pas l’intérêt stratégique du R-37, dont la capacité de dissuasion des appareils de détection et de ravitaillement de l’adversaire en fait une arme de contre-planification, dont la seule possession oblige un éventuel adversaire à adapter sa stratégie d’une façon qui ne lui sera pas favorable.

## Carrière opérationnelle
Le R-37 est désormais produit, afin d'équiper les intercepteurs évolués MiG-31BM, ainsi que ses versions d'exportation,.
En revanche, même s'il fut envisagé un temps d'adapter le chasseur Su-27 Flanker à l'emport de cette arme, il semblerait que cette idée ait été abandonnée, aucune opération de ce genre n'ayant été recensée en 2008.
Le R-37M est, depuis octobre 2022, la principale menace contre l'armée de l'air ukrainienne dans la Guerre russo-ukrainienne. L'armée de l'air ukrainienne a un manque important de missiles « tire et oublie ». Ils se sont appuyés sur les missiles R-27, à la fois le R-27ER et le R-27ET, la portée du R-27ET est de 96 km. Les pilotes ukrainiens doivent éclairer les avions russes avec leurs radars pour guider les missiles vers leurs cibles. Les pilotes russes utilisant un radar actif, « tir et oublie », le R-77 donne aux pilotes russes la possibilité de lancer leurs missiles, puis de prendre des mesures d'évitement. Au cours des trois premiers jours de la guerre, les deux camps ont perdu des avions. Les Ukrainiens les ont remplacés par des avions plus anciens remis à l'état du jour. Cependant, l'armée de l'air russe s'est tournée vers le MiG-31 avec le missile R-37M qui a une portée de 320 km. Combiné avec son radar supérieur, sur le MiG-31, l'armée de l'air ukrainienne a commencé à perdre plus d'avions. Un rapport du « Royal United Services Institute » indique qu'en octobre, environ six R-37M ont été tirés sur l'armée de l'air ukrainienne par jour. Le Su-35S est également utilisé comme plateforme pour le R-37M. En raison de la protection offerte par la gamme de missiles R-37M, l'Ukraine a été forcée d'essayer d'attaquer directement les bases aériennes pour détruire les MiG-31. Depuis que les forces ukrainiennes ont lancé une contre-offensive en août 22, elles ont perdu « quatre MiG-29, six Su-25, un Su-24 et un Su-27 ». Le Royal United Services Institute a attribué la plupart des victimes au R-37M en écrivant : « Le VKS a tiré jusqu'à six R-37M par jour en octobre. La vitesse extrêmement élevée de l'arme, associée à une très longue portée effective et à un radar conçu pour engager des cibles à basse altitude, la rend particulièrement difficile à esquiver »,,,,.

## Versions
- R-37 : Version de base, prévue pour les versions modernisées du MiG-31, les MiG-31 de la série « M »[2].
- R-37M : Version équipée d'un accélérateur à poudre supplémentaire, lui procurant une portée de 300 à 400 km.
- RVV-BD : Présentée pour la deuxième fois, au salon « MAKS 2013 » de Moscou, cette dernière version est prévue pour équiper d'autres avions, tels les Su-35 et potentiellement le Soukhoï T-50 PAK-FA[2].

## Utilisateurs
- Russie

### Utilisateur présumé
- Syrie : En 2007, des journaux russes annoncent que la Russie va exporter « cinq anciens MiG-31E » de ses stocks vers la Syrie[5],[8], équipés de R-37. Cette annonce aurait pu indiquer que l'avion d'exportation était bel et bien un MiG-31BM moderne, et que le missile anti-AWACS R-37 était donc bien en cours de production[8]. Cela a été démenti officiellement par Rosoboronexport en 2010 et, en 2014, aucune livraison n'a encore été enregistrée[15].